# Confesiones tiradas por el suelo de la discoteca
Confesiones tiradas por el suelo de la discoteca es el primer álbum de estudio de La Terremoto de Alcorcón.

## Sobre el disco
Lanzado en 2005 vía internet [cita requerida] está compuesto por una selección de canciones para animar, como ella dice, las discotecas[cita requerida]. 
En él se presentan canciones reversionadas de artistas reconocidos internacionalmente como: Madonna, Kylie Minogue, etcétera. 
Con este primer trabajo se da a conocer en especial gracias a su segundo sencillo, una versión parodiada de la canción de Madonna Hung Up, la cual gozó de una notable popularidad y seguimiento a través de YouTube [cita requerida].
Compuesto en clave de humor, con nuevas letras y estribillos en castellano la mayor parte del tiempo, o con un inglés de fuerte acento español.

### Lista de canciones
| N.º | Título                                                                  | Artista original                | Duración |  |
| 1.  | «Thriller»                                                              | Michael Jackson                 |          |  |
| 2.  | «Pretty Woman» (Oh, Pretty Woman)                                       | Roy Orbison                     |          |  |
| 3.  | «Love Is in the Air»                                                    | John Paul Young                 |          |  |
| 4.  | «Can't Get You Out of My Head (shiquiyo, esta e la der nai no no nai!)» | Kylie Minogue                   |          |  |
| 5.  | «Holiday»                                                               | Madonna                         |          |  |
| 6.  | «Ma Ma María» (Mamma Maria)                                             | Ricchi e Poveri                 |          |  |
| 7.  | «Con la Virgi» (Like a Virgin)                                          | Madonna                         |          |  |
| 8.  | «No sé qué me das»                                                      | Fangoria                        |          |  |
| 9.  | «Time goes by con Loli» (Hung Up)                                       | Madonna                         |          |  |
| 10. | «Sin afeitar» (I Will Survive)                                          | Gloria Gaynor                   |          |  |
| 11. | «Resistiré»                                                             | Dúo Dinámico                    |          |  |
| 12. | «Colegiala»                                                             | Walter León                     |          |  |
| 13. | «Las cosas del querer»                                                  | Ángela Molina                   |          |  |
| 14. | «Piensa en mí»                                                          | Luz Casal                       |          |  |
| 15. | «Cucurrucucú» (Cucurrucucú paloma)                                      | Julio Iglesias                  |          |  |
| 16. | «Reina ye ye» (Chica ye ye)                                             | Conchita Velasco                |          |  |
| 17. | «A quién le importa»                                                    | Alaska y Dinarama               |          |  |
| 18. | «Americanos»                                                            | BSO Bienvenido, Mister Marshall |          |  |
| 19. | «Bomba»                                                                 | King África                     |          |  |
| 20. | «Cachete, pechito y ombligo»                                            | Georgie Dann                    |          |  |
| 21. | «Cómo pudiste hacerme esto a mí» (con Vivian Caoba)                     | Alaska y Dinarama               |          |  |
| 22. | «Francisco Alegre»                                                      | Manolo Escobar                  |          |  |

- Datos: Q5782895